# Marija Maja Dulić
Marija Maja Dulić (Subotica, 1925.) je hrvatska književnica i učiteljica iz Vojvodine. Piše pjesme.
Niže škole je završila u rodnoj Subotici, a Učiteljsku školu u Zagrebu 1945.
U Gornjem Tavankutu je radila kao učiteljica do 1948.
Iste godine je na montiranom procesu osuđuju na 14 mjeseci zatvora zbog "članstva u ustaško-križarskoj organizaciji". Kaznu je odradila u požarevačkom zatvoru, a nakon toga više nikad nije mogla dobiti posao kao učiteljica.
Bila je prisiljena promijeniti struku, te je poslije radila kao financijska radnica u Subotici, gdje je završila Višu školu.
Objavljivala je "Zvoniku" i "Subotičkoj Danici".
Na koncu je s obitelji iselila u Kanadu.
Njene pjesme u zbirci "Lira naiva" su objavila dva subotička nakladnika:  Hrvatska čitaonica i Katolički institut za kulturu, povijest i duhovnost Ivan Antunović.

## Vanjske poveznice
- Lira naiva  Arhivirana inačica izvorne stranice od 7. listopada 2007. (Wayback Machine), Sa stranica HNV-a Republike Srbije